# Vera Coomans
Vera Coomans (Mortsel, 1949) is een Vlaamse zangeres.

## Biografie
Coomans debuteerde als tiener in Antwerpse cafés met eigen nummers op tekst van Engelse dichters. In 1967 kwam ze in Brussel theater studeren aan het RITS. Spoedig vestigde ze zich in de hoofdstad. Na twee jaar stopte ze haar studie, om zich toe te leggen op het zingen. Na een auditie in de Munt vroeg de Internationale Nieuwe Scène haar mee te werken aan de creatie van Mistero Buffo van Dario Fo. Ze toerde met de INS rond Europa.
Midden de jaren zeventig trok het jonge gezin Coomans naar New York. Haar levensgezel Jan ging les volgen aan de Actor's Studio van Lee Strasberg. Zij werkte er als koerier en in haar vrije tijd zong ze in hartje Manhattan, op straat of in folkclubs.
Toen hun kinderen schoolplichtig werden, keerde het gezin terug naar België. Coomans vond emplooi bij de folkgroep Rum. Uit die groep vloeide een samenwerking voort met Wiet Van de Leest in de groep Madou. Hun sound was zijn tijd ver vooruit en de groep scoorde een hit met Witte Nachten maar Madou was een kort leven beschoren. De jaren 80 maakten tabula rasa met de folkmuziek en haar uitlopers. Coomans verdween in de anonimiteit.
Ze startte in 1991 opnieuw, als zangeres van het gezelschap Vera Croesjkowa & Les Cousins du Chagrin, met Leo Coomans (saxofoon) en Herman Van Vinckenroye (piano). Ze brachten vooral Franse en Duitse liederen uit de jaren 20 en 30 van de 20ste eeuw. Haar stem werd opgemerkt door Arno, die haar vroeg om het lied De Grond die ik zal kussen in te zingen voor de televisieserie Moeder, waarom leven wij?. Korte tijd later ontmoette ze Philip Hoessen tijdens een opname met koor voor Wereldwijd. Ze bouwden een programma met eigen nummers, aangevuld met traditionals en liederen van onder andere Randy Newman, Tom Waits, Gavin Friday en Édith Piaf. De groep verzorgde het voorprogramma van Arno in Parijs, Brussel en Amsterdam.
In 1996 verscheen de cd Sad Eyes en werd het duo Coomans en Hoessen steeds meer gevraagd voor eigen concerten. Geleidelijk ontwikkelde zich ook een volledig programma met een variatie aan chansons en voorjaar 1997 beet het duo dan ook het spits af op het Brugges festival.
In de zomer namen Vera Coomans en Philip Hoessen deel aan de Passchendaele concerten met Rob Johnson, Roy Bailey & Koen De Cauter. Hun bijdrage verscheen op cd, uitgebracht in het najaar van 1997. In 2003 verscheen de cd Grijsland, een samenwerking met onder meer Thomas Devos en Tom Theuns voor de Passendale Vredesconcerten. Een nieuwe cd Silent house kwam uit in november '98 bij het PINK-label.
Samen met Tom Theuns, zanger/gitarist bij Ambrozijn, nam ze in 2000 Something within op, opnieuw een compilatie Amerikaanse folksongs, uit de jaren 60 en 70. In het nieuwe millennium zorgde de revival van de folk voor hernieuwde aandacht voor het repertoire van Madou. Coomans werkte in 2005 samen met de muzikanten van Jaune Toujours als Madouce.

## Discografie
- Sad Eyes - 1996
- Silent house - 1998
- Something within'  - 2000 (met Tom Theuns)
- One Night While Sleeping -2011 (met Tom Theuns)